# Henrik Johan Nauckhoff
Henrik Johan Nauckhoff, född 13 oktober 1744 i Kila socken, Södermanland, död 18 februari 1818 i Stockholm, var en svensk friherre och sjömilitär.

## Biografi

### Tidig karriär
Nauckhoff inledde sin militära karriär som volontär vid Upplands regemente. Han gick sedan över till flottan där han 1764 blev arklimästare vid sjöartilleriet. Efter officersexamen hade han permission för att tjänstgöra i handelsflottan. Under denna period deltog han i åtskilliga resor till England, Spanien och Portugal. När Nauckhoff 1770 återinträdde i örlogstjänst blev han efter en kortare tids garnisonstjänst i Karlskrona kommenderad på fregatten Jarramas under en expedition till Pommern. År 1774 var han ombord på linjeskeppet Prins Carl under en expedition till Marocko. År 1776 blev Nauckhoff fartygschef för första gången på lastfartyget Skeppsholmen. Med henne gjorde han många resor till Tyskland för att sälja ekvirke.

### Amerikanska frihetskriget
År 1778 fick Nauckhoff av Gustav III tillstånd att tillsammans med fjorton andra svenska sjöofficerare gå i fransk krigstjänst. Tjänstgöring i utländska örlogsflottor tillmättes under 1700-talet stor betydelse och uppmuntrades därför från högsta ort. Vid avresan fick officerarna respengar och två årslöner i förskott. Efter ankomsten till Brest år 1779 embarkerade Nauckhoff på linjeskeppet Alexandre och deltog i "hela årets sjöcampagne" under befäl av greve d'Orvilliers. Året därpå tjänstgjorde han på samma fartyg på en expedition i Biscayabukten och till Västindien.

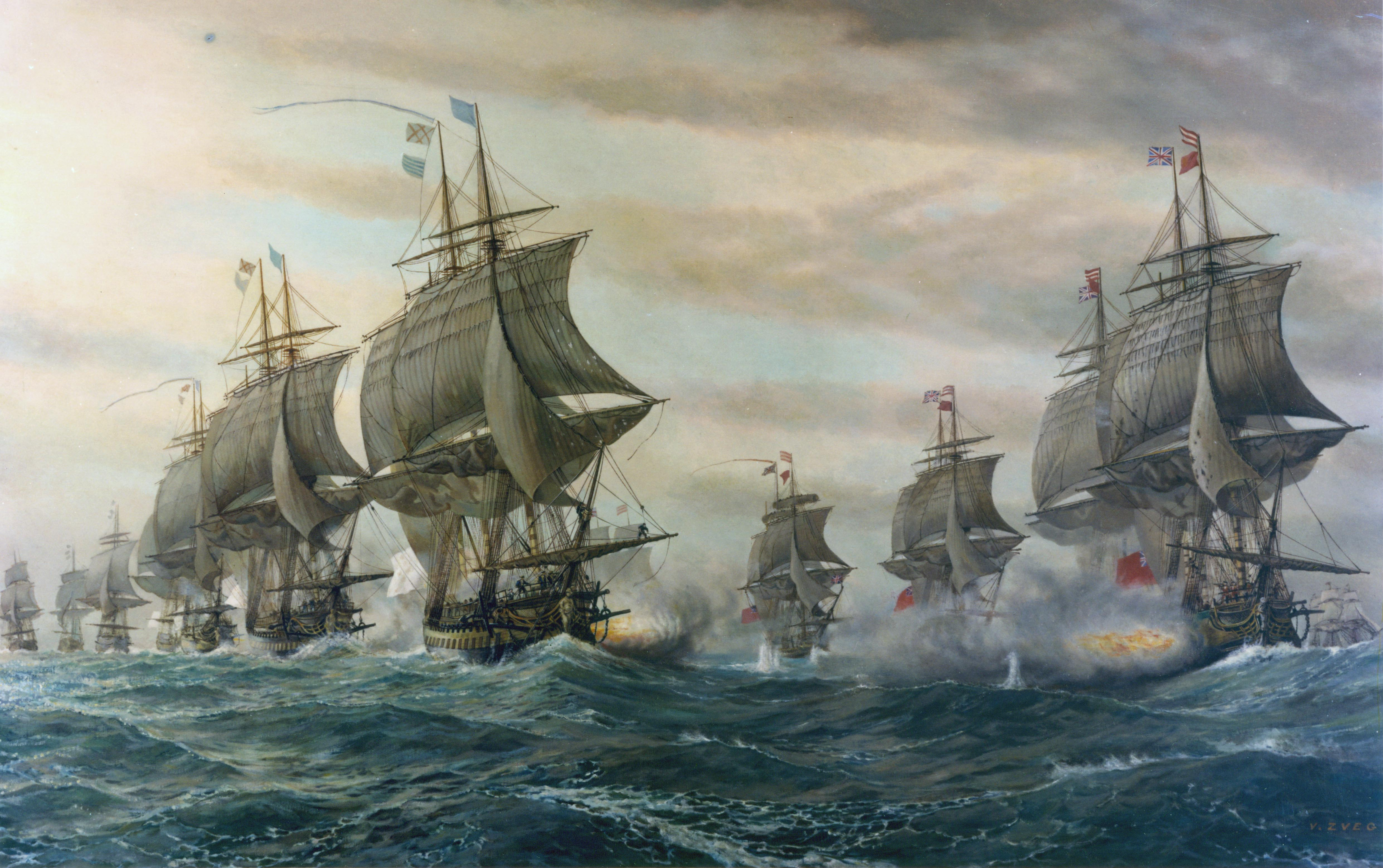
Slaget vid Chesapeake Bay 1781.

Nauckhoff gick 1781 som andre löjtnant ombord på franska linjeskeppet Northumberland. Hans fartyg ingick i den franska flotta om 26 linjeskepp som under befäl av amiral François de Grasse eskorterade en konvoj till Västindien för att förstärka de franska stridskrafterna där. Efter en strid med den engelska flottan under amiral Hood bringades konvojen i säkerhet till den franska kolonin Martinique. Den 5 augusti avseglade de Grasse från Martinique med en förstärkningstrupper till general Lafayettes armé som stred mot engelsmännen vid Yorktown. Mitt under truppernas debarkering uppträdde den engelska flottan under amiralerna Graves och Hood, vilka emellertid i slaget vid Chesapeake Bay besegrades av de Grasse.
Den 12 april 1782 var Nauckhoff med i slaget vid Les Saintes nära Guadeloupe. Detta hade inte samma strategiska betydelse som det i Chesapeake Bay men var desto blodigare. Den franska flottan med amiralerna de Grasse, Vaudreuil och de Bougainville besegrades i grund av den engelska under amiralerna Rodney, Hood och Drake. Under slaget tillämpade engelsmännen för första gången den så kallade genombrytningstaktiken, som senare skulle fulländas av lord Nelson. Sedan alla äldre officerare på Northumberland stupat lyckades Nauckhoff svårt sårad föra fartyget i hamn vid Cap Francoise. Därefter följde han med linjeskeppet Le Conquerant till Frankrike. Senare fick han en gratifikation på 200 pund samt en årlig pension om 400 pund. Nauckhoff hade redan året innan blivit riddare av den franska orden Pour les mérites militaires för sina insatser under kriget.

### Gustav III:s ryska krig
Efter fredsslutet 1783 återkom Nauckhoff till Sverige. Det nästa stora sjötåget han deltog i ägde rum under Gustav III:s ryska krig 1788–1790. I slaget vid Hogland den 17 juli 1788 var han fartygschef på fregatten Minerva, som på grund av svenskarnas underlägsenhet i linjeskepp sattes in i slaglinjen. Efter slaget fick Nauckhoff överta befälet på linjeskeppet Wasa, vars chef, överstelöjtnant Baltzar Horn, hörde till dem som stupat i drabbningen.
År 1789 tjänstgjorde Nauckhoff som fartygschef på linjeskeppet Konung Adolf Fredrik med Rudolf Cederström som närmaste man. Nauckhoff utmärkte sig i slaget vid Ölands södra udde den 26 juli, då han – tidvis ensam – gav hertig Karl på flaggskeppet kraftigt stöd och verksamt bidrog till att skjuta en rysk tredäckare ur linjen. Han fick också officiellt erkännande av hertigen för att "med outtröttligt och modigt nit" ha bidragit till segern. Året därpå deltog Nauckhoff som chef på linjeskeppet Hedvig Elisabeth Charlotta i slaget vid Reval och i flottans utbrytning ur Viborgska viken den 3 juli. Vid det sistnämnda tillfället, just när den svenska utbrytningen höll på att bli en fullständig framgång, förorsakade den svenska brännaren Postiljonen genom en felmanöver att två fartyg exploderade. I den villervalla som uppstod gick i det trånga farvattnet flera fartyg på grund, däribland Nauckhoffs, som så småningom sjönk. Nauckhoff blev rysk krigsfånge till krigets slut.
Under den följande fredsperioden tilldelades Nauckhoff huvudsakligen administrativa uppgifter i land. Han var bland annat ordförande i konvojkommittén och ledamot av direktionen för amiralitetskrigsmanskassan. År 1796 tjänstgjorde han som divisionschef i en dansk-svensk flotta som samlats för skydda ländernas handelssjöfart under de pågående franska revolutionskrigen. Nauckhoff fick goda vitsord och karaktäriserades som "amiralsämne att kommendera flottor". Samma år utnämndes han till konteramiral.

### Finska kriget och senare liv
När finska kriget bröt ut i februari 1808 var Nauckhoff generaladjutant för flottorna. Den 1 juli övertog han befälet för en svensk eskader som höll den ryska örlogsflottan instängd i Finska viken. Nauckhoff tog sig an sitt uppdrag med stor drift  och blockerade tillsammans med en engelsk eskader under amiralerna Hood och James Saumarez en rysk eskader i Baltischport. Efter avsättningen av Gustav IV Adolf våren 1809 befordrades Nauckhoff till viceamiral. År 1812 utsågs han till generaladjutant vid flottorna och 1813 upphöjdes han till friherre av Karl XIII. I augusti 1817 blev Nauckhoff amiral och befälhavare för örlogsflottan samt överkommendant i Karlskrona. Året efter avled Nauckhoff i Stockholm, 73 år gammal.

## Äktenskap och barn
Nauckhoff var först gift med grevinnan Magdalena Sofia Wrangel af Sauss och fick med henne sonen Johan Otto Nauckhoff. Äktenskapet blev dock inte långvarigt då hustrun avled 24 år gammal den 8 oktober 1788. Två år senare gifte Nauckhoff om sig med Elsa Johanna von Schönfelt och efter hennes död 1798 med Fredrika Christina Ehrenbill. Nauckhoffs sista fru födde honom sju barn: sönerna Carl Henrik Gottlieb, Adolf Ulrik och Per August samt döttrarna Gustava Fredrika Vilhelmina, Carolina, Lovisa Christina och Ulrika Augusta.

## Befordringshistorik
Henrik Johan Nauckhoff inledde sin militära karriär som underofficer vid Upplands regemente den 14 december 1761. Två år senare, den 30 maj 1763, blev han konstapel vid volontärregementet i Karlskrona. Den 4 augusti 1764 utnämndes han till arklimästare vid Sjöartilleriet, och den 18 december 1767 återfick han graden som konstapel inom samma vapengren.
Den 8 februari 1769 befordrades Nauckhoff till löjtnant, följt av kaptens grad den 4 februari 1778. Den 4 juni 1783 blev han major och den 21 juli 1788 avancerade han till överstelöjtnant. Ytterligare befordringar följde: överste den 25 februari 1793, konteramiral den 16 januari 1797, viceamiral den 29 juni 1809 och slutligen amiral den 12 augusti 1817.